# Исландская собака
Исландская собака, или исландская овчарка (исл. Íslenskur fjárhundur), — порода пастушьих собак, выведенная в Исландии для выпаса и охраны скота, а также поиска потерянных овец. Имеет внешнее сходство с финским шпицем и норвежским бухундом. На родине популярна в качестве компаньона.

## История породы
Исландская собака является национальной породой, её предки прибыли на скандинавский остров вместе с первыми викингами в период между 874 и 930 годом. На протяжении многих лет представители других пород попадали в страну в очень ограниченном количестве, а с 1901 года их ввоз был полностью запрещён, что позволило исландской овчарке сохраниться почти в неизменном виде с IX века, особенно в отдалённых труднодоступных районах. За долгое время собака адаптировалась к климату, жизненному укладу местного населения и его тяжёлой многовековой борьбе за выживание.
В 1950-е годы англичанин Марк Уотсон, неоднократно посещавший Исландию, вывез в Калифорнию несколько лучших образцов собак для дальнейшего разведения, что вызвало обеспокоенность у исландцев, после чего они начали целенаправленную селекцию исландской овчарки с использованием тщательно отобранных особей.
В целях сохранения исландской собаки в 1969 году был основан Национальный клуб собаководства, а сама порода объявлена частью культурного наследия Исландии.
В 1972 году порода признана Международной кинологической федерацией (FCI) и отнесена к группе шпицев и пород примитивного типа, секции северных сторожевых и пастушьих собак. В 1996 году зарегистрирована американским Объединённым клубом собаководства (UKC), а в 2010 году — Американским клубом собаководства (AKC).
На 30 января 2018 год в реестре Международной организации, основанной в 1996 году и занимающейся разведением исландских овчарок (Icelandic Sheepdog International Cooperation), зарегистрировано 15 949 собак в 12 странах мира, почти половина из которых родились в период с 2000 года. Наибольшее их число зафиксировано в Дании (4035), Исландии (3052) и Швеции (2333).
Порода по-прежнему очень немногочисленна, но считать её находящейся под угрозой исчезновения уже не приходится.

## Внешний вид
Шпицеобразная собака немного растянутого формата, чуть ниже среднего роста, с остроконечными ушами и закрученным на спину хвостом, милым, умным и довольным выражением. Бывает короткошёрстной и длинношёрстной. Половой диморфизм ярко выражен: идеальная высота в холке кобелей — 46 см, сук — 42 см, вес кобелей — около 14 кг, сук — около 11 кг.
Морда чуть короче черепной части, спинка носа прямая. Скулы не выражены. Переход ото лба к морде чётко обозначенный, но не слишком крутой и не глубокий. Нос чёрный, у собак шоколадного окраса и у некоторых собак кремового окраса — тёмно-коричневый. Прикус ножницеобразный. Глаза среднего размера, обычно тёмно-коричневые, миндалевидные. Уши треугольные, стоячие, среднего размера, очень подвижные, кончики слегка закруглены; чутко реагируют на окружающие звуки, показывают настроение собаки.

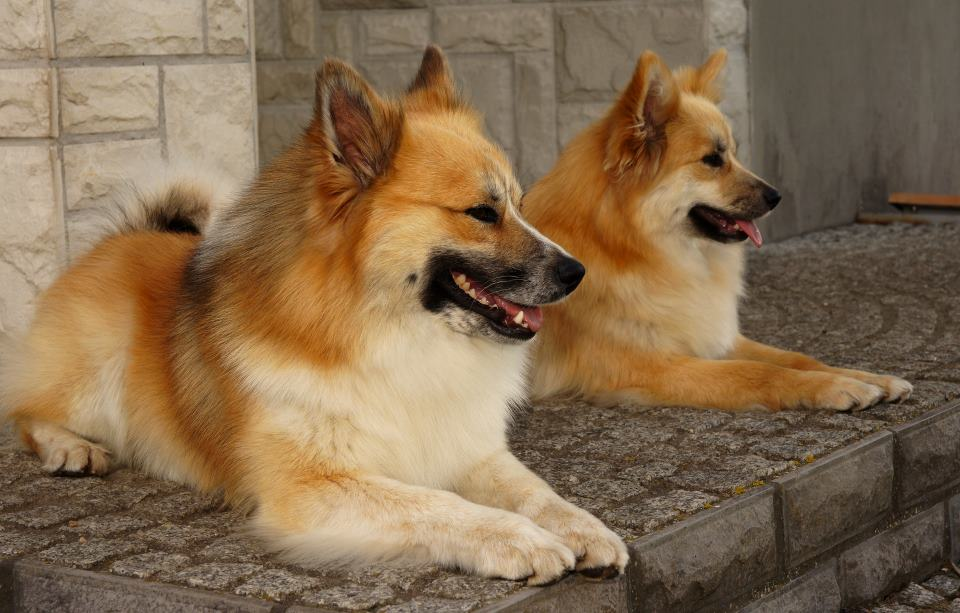

Шея мускулистая, без подвеса. Корпус прямоугольный и компактный. Глубина груди равна длине передних конечностей до локтей, рёбра хорошо изогнуты, живот слегка подтянут. Хвост посажен высоко, закручен кольцом и касается спины.
Конечности прямые, параллельные и сильные, с правильными углами сочленений. Лапы овальные, сводистые, собраны в комок, с плотными упругими подушечками. Прибылые пальцы передних лап могут быть двойными. На задних лапах желательны хорошо развитые двойные прибылые пальцы.
Шерсть двойная, густая, довольно грубая, хорошо защищает собаку от непогоды. Бывает двух типов — короткой и длинной. У короткошёрстных собак она толстая, с остевым волосом средней длины и мягким подшёрстком. Более короткий волос на морде, верхней части головы, ушах и передних конечностях; более длинная — на шее, груди и тыльной стороне задних конечностей. Длина шерсти на хвосте пропорциональна общей длине шерсти. У длинношёрстных собак остевая шерсть более длинная, с густым и мягким подшёрстком, более короткая на морде, верхней части головы, передней стороне ушей и передней части конечностей; более длинная — на задней стороне ушей, шее, груди, задней стороне передних и задних конечностей. На хвосте шерсть очень густая, и её длина пропорциональна общей длине шерсти.
Окрас рыжий (различных оттенков, от кремового до красновато-коричневого), шоколадно-коричневый, серый и чёрный. Преобладающий цвет всегда сопровождается белыми отметинами, чаще всего расположенными на черепе или морде, на груди, кончике хвоста, а также формируют белый воротник и белые «носки» разной длины. На нижней части корпуса от горла до кончика хвоста шерсть более светлого оттенка. У рыжих и серых собак могут быть чёрная «маска», чёрные концы остевой шерсти и редкие чёрные волоски. У чёрных (фактически трёхцветных) собак присутствуют белые отметины и традиционные рыжие подпалины на скулах, над глазами и на лапах. Допустим пёстрый окрас с пятнами указанных цветов на белом фоне. Белый окрас не может быть сплошным и преобладающим.

## Темперамент
Выносливая, не агрессивная, общительная, сообразительная, любопытная, игривая, бдительная и проворная пастушья собака со слабо развитым охотничьим инстинктом. В работе использует голос, что делает её крайне полезной при выпасе или перегоне скота на горных пастбищах и при поиске заблудившихся овец. Хорошо ладит с маленькими детьми, выступая в роли няньки.

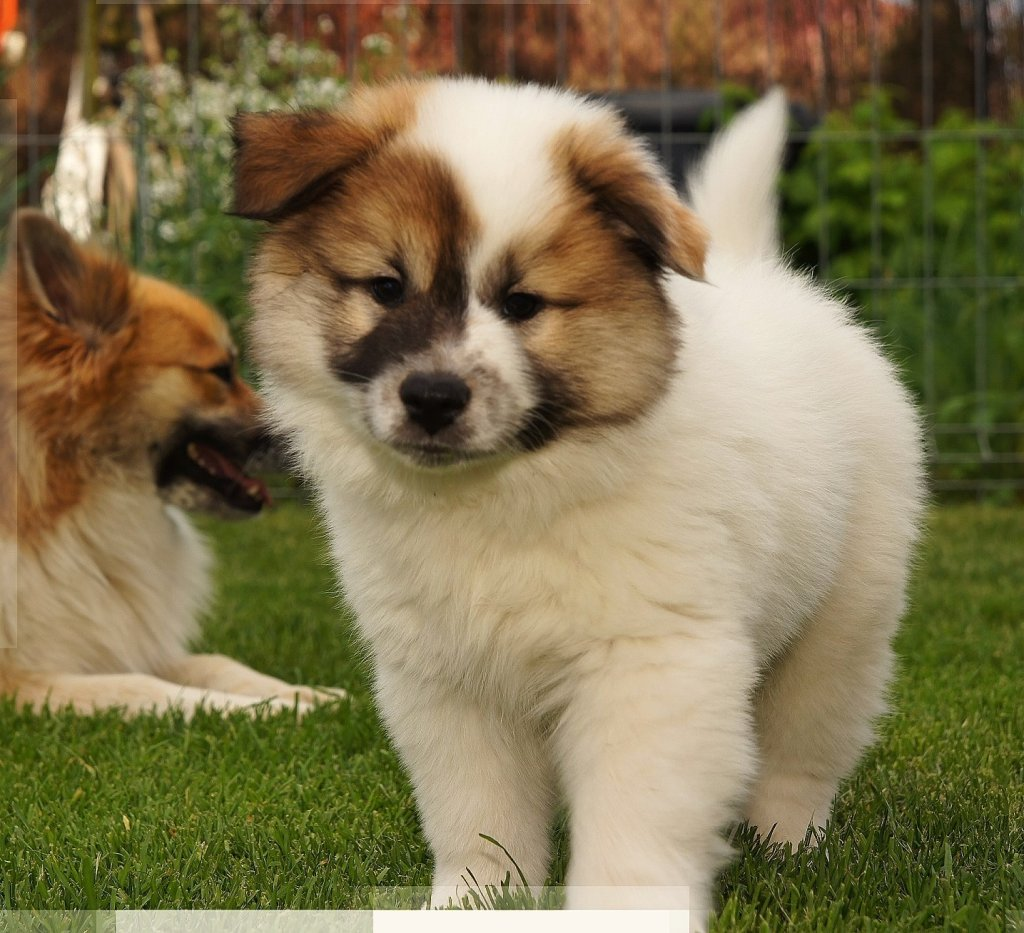
Щенок исландской собаки

Может быть хорошим сторожем, который звучным тревожным лаем оповестит о приближении незнакомца и будет действовать как живой забор вокруг территории, принадлежащей его семье. Исландская овчарка всегда стремится защищать детёнышей домашнего скота, в частности, от нападения хищных птиц, поэтому она всегда наблюдает и лает на всё, что приближается сверху — это является её характерной особенностью.

## Здоровье, содержание и уход
Исландская собака относится к числу здоровых пород, редко могут наблюдаться вывих коленной чашечки, дисплазия тазобедренного и локтевого суставов. Средняя продолжительность жизни — от 12 до 14 лет.
Этим собакам требуется простор, поэтому в городских квартирах исландских овчарок практически не содержат. Довольствуются малым количеством пищи, очень любят рыбу. Нуждаются в длительных прогулках с физическими упражнениями. Уход сводится к еженедельному расчёсыванию шерсти щёткой или расчёской и нечастому мытью. Кроме того, когти нужно регулярно подрезать, чтобы избежать разрастания, расщепления и растрескивания. Также следует чистить собаке зубы и проверять уши на наличие выделений и грязи, которые могут привести к инфекции.